# Dekanat Mödling
Dekanat Mödling – jeden z 17 dekanatów rzymskokatolickich wchodzących w skład wikariatu Unter dem Wienerwald archidiecezji wiedeńskiej w Austrii. W jego skład wchodzi 14 parafii. 

## Lista parafii
| Lp. | Miejscowość           | Parafia                                              | Kościół                                                                      | Grafika |
| --- | --------------------- | ---------------------------------------------------- | ---------------------------------------------------------------------------- | ------- |
| 1   | Achau                 | Parafia św. Wawrzyńca                                | Kościół św. Wawrzyńca w Biedermannsdorf                                      |         |
| 2   | Biedermannsdorf       | Parafia św. Jana Chrzciciela                         | Kościół św. Jana Chrzciciela w Biedermannsdorf                               |         |
| 3   | Brunn am Gebirge      | Parafia św. Kunegundy                                | Kościół św. Kunegundy w Brunn am Gebirge                                     |         |
| 4   | Gumpoldskirchen       | Parafia św. Michała                                  | Kościół św. Michała w Gumpoldskirchen                                        |         |
| 5   | Guntramsdorf          | Parafia św. Jakuba                                   | Kościół św. Jakuba w Guntramsdorf                                            |         |
| 6   | Guntramsdorf          | Parafia św. Józefa                                   | Kościół św. Józefa w Guntramsdorf                                            |         |
| 7   | Hinterbrühl           | Parafia św. Jana Chrzciciela                         | Kościół św. Jana Chrzciciela w Hinterbrühl                                   |         |
| 8   | Laxenburg             | Parafia Podwyższenia Krzyża Świętego                 | Kościół Podwyższenia Krzyża Świętego w Laxenburg                             |         |
| 9   | Leopoldsdorf bei Wien | Parafia Niepokalanego Serca Najświętszej Maryi Panny | Kościół Niepokalanego Serca Najświętszej Maryi Panny w Leopoldsdorf bei Wien |         |
| 10  | Maria Enzersdorf      | Parafia Ducha Świętego                               | Kościół Ducha Świętego w Maria Enzersdorf                                    |         |
| 11  | Mödling               | Parafia Najświętszego Serca Jezusowego               | Kościół Najświętszego Serca Jezusowego w Mödling                             |         |
| 12  | Mödling               | Parafia św. Othmara                                  | Kościół św. Othmara w Mödling                                                |         |
| 13  | Münchendorf           | Parafia św. Leonarda                                 | Kościół św. Leonarda w Münchendorf                                           |         |
| 14  | Wiener Neudorf        | Parafia Matki Bożej Śnieżnej                         | Kościół Matki Bożej Śnieżnej w Wiener Neudorf                                |         |